# Aeroporto Internacional de Incheon
O Aeroporto Internacional de Incheon (인천국제공항, em coreano)(IATA: ICN), (ICAO: RKSI) é o maior aeroporto da Coreia do Sul e um dos maiores e mais movimentados do mundo.
Desde 2005, tem sido consecutivamente classificado como o melhor aeroporto do mundo pelo Conselho Internacional dos Aeroportos, e recebeu o total de 5 estrelas no ranking da Skytrax, um prestigioso reconhecimento compartilhado apenas pelo Aeroporto Internacional de Hong Kong e pelo Aeroporto de Singapura. Entre muitas características únicas, o Aeroporto Internacional de Incheon conta com campo de golfe, spa, dormitórios privativos, cassino e jardins internos.
Localizado a 30 minutos de Seul, capital e maior cidade da Coreia do Sul, o Aeroporto Internacional de Incheon é o principal eixo da Korean Air, Asiana Airlines e Polar Air Cargo.
O aeroporto entrou em funcionamento no início de 2001, substituindo o antigo Aeroporto Internacional de Gimpo, que agora serve apenas a voos domésticos, além de translados para Tokyo (Haneda), Shanghai (Hongqiao) e Osaka (Kansai).
O Incheon serve como eixo para o transporte aéreo internacional civil e de carga na Ásia Oriental. No ano de 2006, era o sexto mais movimentado aeroporto da Ásia em termos de passageiros, o quinto mais movimentado no mundo em termos de cargas e mercadorias, bem como o décimo primeiro mais movimentado no que se refere a passageiros internacionais.

## Visão geral
O Aeroporto Internacional de Incheon está localizado a oeste de Incheon, na Ilha Yeongjong-Yongyu, costa oeste. No passado, existiam duas ilhas separadas, Yeongjong e Yongyu, mas a distância entre elas foi recoberta para a formação de uma só ilha, que é parte da cidade de Incheon.
A ligação ao continente se dá pela via expressa 130. A rodovia também leva ao Aeroporto de Gimpo, proporcionando conexões entre voos domésticos e serviço de tráfego aéreo internacional. O acesso a serviço de ônibus é amplo, proporcionando transporte rodoviário para todas as partes da Coreia do Sul, além de contar com a tradicional balsa que liga o píer de Yeongjong a Incheon. Em adição ao transporte coletivo, o serviço de limusines do aeroporto opera 24 horas por dia.
O terminal do Aeroporto Internacional de Incheon dispõe de 74 portões de embarque ao todo, sendo 44 deles na construção principal e 30 no Pátio A.

## História

Localização do Aeroporto Internacional de Incheon

Com os Jogos Olímpicos de Seul, em 1988, o tráfego aéreo internacional à Coreia aumentou em ritmo tremendo. Especialmente após o início da década de 1990, tornou-se evidente que o Aeroporto Internacional de Gimpo era incapaz de acompanhar a demanda crescente de passageiros. Assim, a fim de reduzir a sobrecarga no Aeroporto Internacional de Gimpo e estabelecer um novo aeroporto que se tornasse o centro de tráfego aéreo na região. A construção do novo aeroporto começou em novembro de 1992 em terrenos regenerados entre as ilhas Yeongjong e Youngyu. A construção levou 8 anos, sem contar um período de 6 meses de testes operacionais. Após esse período, Icheon foi inaugurado oficialmente em março de 2001.
Quando o aeroporto foi aberto, eclodiram inúmeros problemas, a maioria deles relacionados ao sistema de assistência a bagagens. Na verdade, o problema foi descoberto durante a fase de testes, mas não foi solucionado a tempo para a inauguração do aeroporto. Como resultado, durante o primeiro mês, o sistema teve que ser operado em um modo semi-automático. No entanto, a maioria dos problemas foram solucionados dentro de um mês e o aeroporto passou a funcionar normalmente, ultrapassando todas as expectativas.
Após os atentados de 11 de setembro, o sistema de segurança do aeroporto foi atualizado para o estado da arte. Os equipamentos de inspeção médica também foram modernizados em resposta às diversas epidemias que ocorreram nos países vizinhos.
Devido às resposta positivas obtidas pelo aeroporto, seu tráfego aéreo aumentou enormemente. No início de 2002, tornou-se aparente que sua capacidade estaria saturada por volta de 2006. Como resultado, em fevereiro de 2002, a construção da segunda fase foi iniciada. Originalmente, a construção deveria ter terminado em dezembro de 2008. No entanto, devido aos Jogos Olímpicos de Pequim, em 2008, o cronograma da construção foi alterado, de forma que a mesma terminasse até julho do mesmo ano.
Em 15 de novembro de 2006, um Airbus A380 aterrissou em Incheon, como parte da primeira etapa de sua viagem de certificação. Durante a visita, o restante do tráfego aéreo foi monitorado e o avião foi alocado em um dos seus portões de embarque. Os resultados foram satisfatórios, confirmando que o aeroporto seria plenamente compatível com o Airbus A380, desde as pistas de taxiamento até cada um dos portões de embarque.
Para melhorar ainda mais os serviços, em 2008, o aeroporto assinou um contrato de 10 anos com a empresa de logística Hanjin Corporation (empresa-mãe da transportadora aérea coreana Korean Air), com o objetivo de construir um hospital de nove andares perto do aeroporto. Uma vez completa a construção do Centro Médico de Yeongjong, programada para terminar em 2011, espera-se atenda os residentes locais e os 30 mil turistas que visitam a Coréia anualmente em busca de serviços médicos.

## Construção por estágios

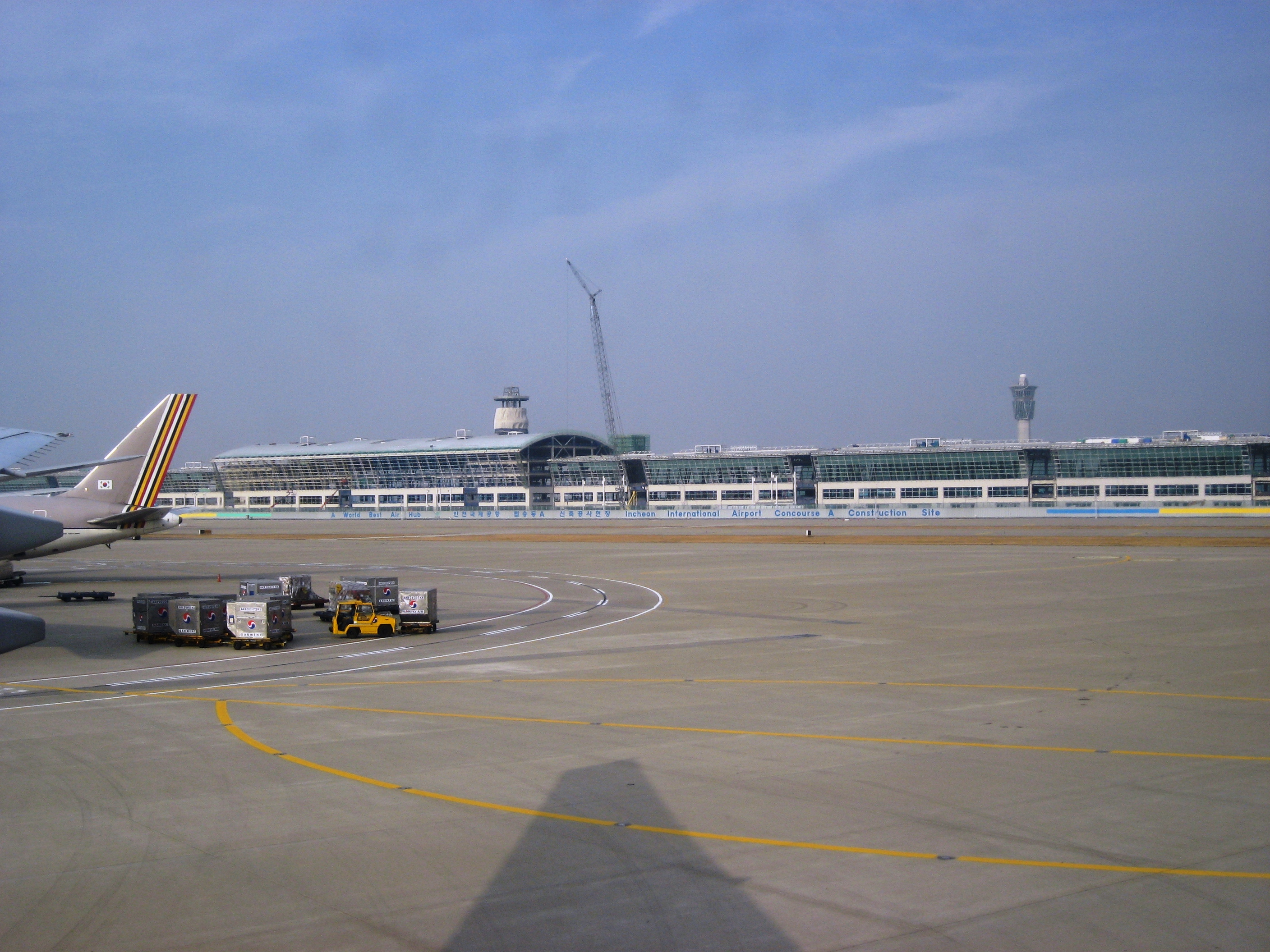
Novo edifício satélite em construção.

O aeroporto de Icheon foi originalmente planejado para ser construído em três fases, aumentando gradativamente sua capacidade enquanto a demanda crescesse. No entanto, depois da inauguração do aeroporto, os foi incorporada uma quarta etapa.
Fase 1
Na Fase 1, o aeroporto possuía uma capacidade de 30 milhões de passageiros por ano e uma capacidade de carga de 1,7 milhão de toneladas métricas por ano. Nesta fase, um terminal de passageiros com um espaço coberto de 496000 metros quadrados, duas pistas paralelas, uma torre de controle, um edifício administrativo, um centro de transporte (o Centro Integrado de Transporte, desenhado por Terry Farrell & Partners), e centro de operações integradas, três terminais de carga, centro de negócios internacional, e um escritório do governo prédio foram construídos.
Fase 2
A Fase 2 começou em 2002 e estava inicialmente prevista para ser concluída em dezembro de 2008. No entanto, em uma tentativa de ter o aeroporto pronto para os Jogos Olímpicos Pequim 2008, que ocorreu em agosto daquele ano, o cronograma foi modificado e a Fase 2 foi concluída em 20 de junho de 2008. Durante esta fase de construção, uma terceira pista paralela de pousos e decolagens com 4000 metros de comprimento e um novo terminal de cargas com 13 hectares foram acrescentados. Foi construído ainda um pátio com 16,5 ha conectado ao principal terminal de passageiros por duas passagens subterrâneas paralelas com 870m de comprimento, com um Mitsubishi Crystal Mover Starline.
Com a conclusão desta fase, o aeroporto passou a uma capacidade anual de 410 000 voos, 44 000 000 passageiros, e cerca de 4 500 000 toneladas métricas de carga. A transferência de todas as companhias aéreas para o novo saguão não foi vista com bons olhos por alguns passageiros, que consideraram esta medida discriminatória para com os estrangeiros, ficando apenas a Korean e a Asiana no terminal antigo. Ademais, durante esta fase houve upgrades de numerosos equipamentos, incluindo os mais recentes e melhores ASDE-X com função IRM (Multi Radar Tracking), e o sistema ADS-B (Automatic Dependent Surveillance-Broadcast) com função RIMCAS (Runway incursão e Vigilância Conflito Alert System). A instalação de mais quatro conjuntos de antenas ASDE-X é planejado para reduzir ângulos cegos durante as chuvas fortes e em preparação para a nova pista.
Fase 3
Os planos são de investir 4 trilhões de wons até 2015 para expandir o Aeroporto Internacional de Incheon. O governo sul-coreano planeja acrescentar um segundo terminal de passageiros na zona norte do sítio aeroportuário e expandir o atual terminal de carga e outras infra-estruturas. Os terminais serão conectados entre si pelo trem subterrâneio Starline, que atualmente interliga o primeiro terminal e o saguão. Após a conclusão desta fase, o aeroporto terá uma capacidade para 62 000 000 de passageiros e 5,8 milhões de toneladas de carga por ano contra os atuais 44 000 000 de passageiros e 4,8 milhões de toneladas de carga. As obras iniciarão em 2011 com conclusão prevista para 2015. Os planos para a expansão de Incheon também incluem mais posições para o estacionamento de aeronaves e a ampliação de uma linha de trens para o centro de Seul, que fica a cerca de 70 km de distância do aeroporto.
Fase 4
Prevista para terminar em 2020, esta é o último estágio de construção. Depois de pronto, o aeroporto terá dois terminais de passageiros, quatro terminais satélites, 128 portões e quatro pistas paralelas. Poderá movimentar 100 milhões de passageiros e 7 milhões de toneladas métricas de carga anualmente, com possíveis expansões posteriores. O aeroporto foi projetado para se tornar um dos dez mais movimentados do mundo em 2020.

## Instalações de Passageiros

### Terminal principal de passageiros

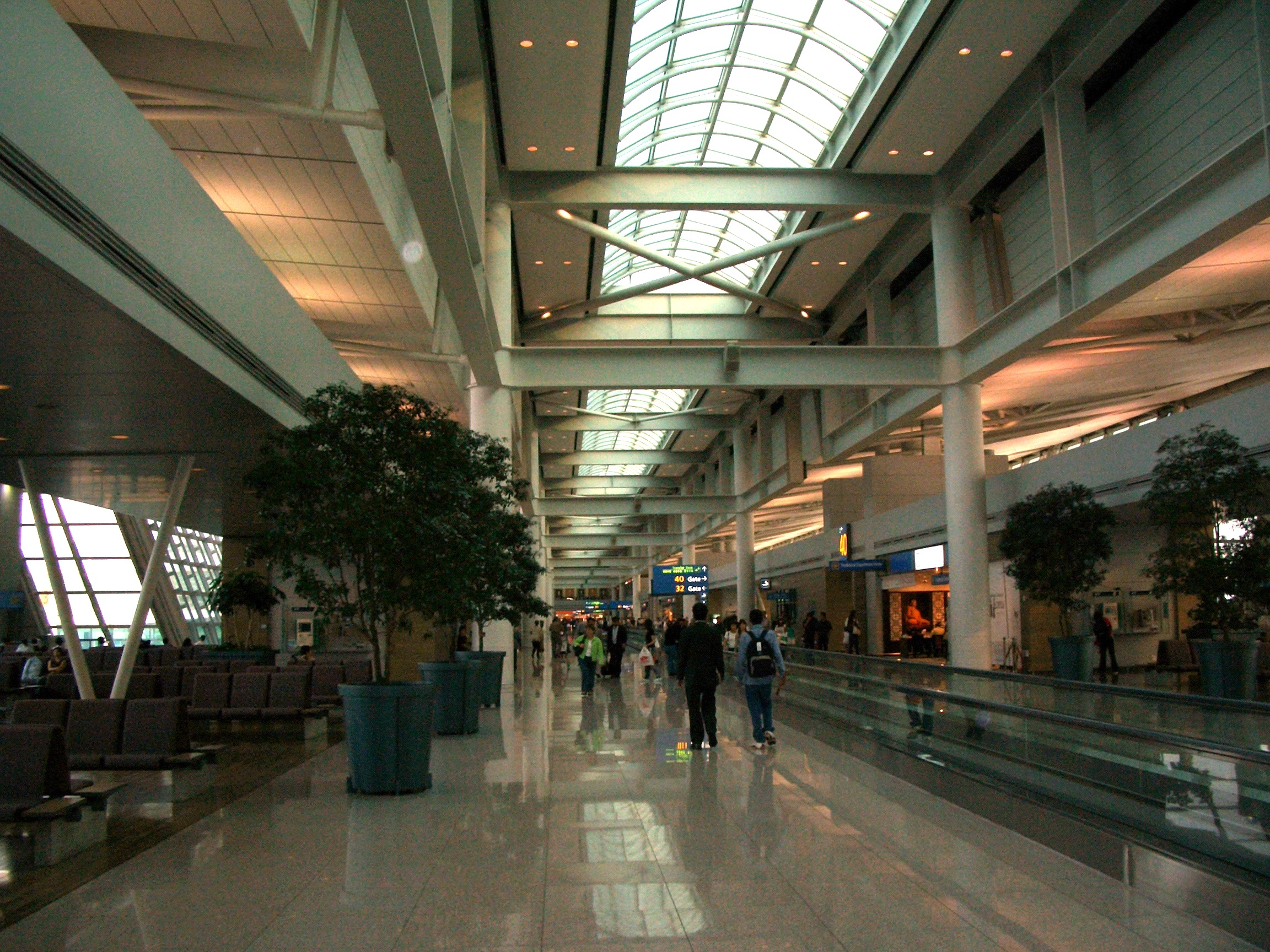
Incheon Airport - Airside

O principal terminal de passageiros, com 496 000m², é o maior em área da Coreia do Sul e o oitavo maior do mundo [carece de fontes?]. Foi projetado por Curtis W. Fentress, um dos principais arquitetos de terminais aeroportuários da atualidade. O edifício possui 1060 metros de comprimento, 149 metros de largura e 33 metros de altura. A sua construção custou foi de 1,3816 trilhões de won sul-coreanos. Foi construído utilizando a melhor tecnologia disponível no país para criar um local de trabalho eficaz para as companhias aéreas e os membros do aeroporto, bem como proporcionar facilidades aos passageiros a conveniência de dar um "sentimento caloroso e acolhedor", especialmente para aqueles em longas viagens. O terminal dispõe de 44 pontos de embarque (dos quais todos podem acomodar o novo Airbus 380), 50 pontos de inspecção aduaneira , 2 balcões de quarentena biológica, 6 balcões estáticos e 14 portáteis de quarentena de passageiros, 120 balcões de inspecção de passaportes no embarque e 120 no desembarque, 8 portas de segurança no desembarque, 28 portas de segurança no embarque e 252 balcões de check-in. Quando a fase 2 estiver concluída, os saguões de embarque satélites  serão conectados ao terminal principal por duas passagens subterrâneas paralelas com 870 metros de comprimento equipados com IATs (Transporte Intra Aeroporto, na sigla em inglês). O deslocamento para o IBC (International Business Center) será fornecido utilizando o SGP (Sistema People Mover).
- Nível 1 Cave: Cave nível 1 é composto de várias facilidades para a comodidade dos passageiros e trabalhadores. Para ser específico, existem lanchonetes, pastelaria e panificação, lojas, cafés, bancos, restaurantes, lojas musicais, livros lojas, salões de beleza, supermercados, farmácias, etc
- Primeiro andar (piso de desembarque): Este piso onde os passageiros chegam depois de desembarcar das aeronaves e passar pela alfândega. Existem vários balcões de informações sobre transporte, pontos turísticos, aeroporto etc. Existem também várias lojas, restaurantes fast food, casas de câmbio, dentre outros.
- Second palavra: Esta palavra é dividida em 2 áreas, o ar Região, e do Espaço Lado terra. Lado ar sobre a Região, há a chegada corredores (corredores de ligação entre o jato maneiras), que contém e conduz à quarentena, e entrada portos. Lado terra sobre a Região, há o Great Hall, no centro, onde os correios, bancos, centro de negócios, sistemas de informação, etc estão localizados. Neste piso, há também remoto portos, ônibus lounges, e transferência de instalações para transferir os voos. Esta palavra se conecta diretamente ao através Transportation Center 5 pontes de vidro transparente.
- Terceiro andar (piso de partida): Tal como acontece com o segundo andar, esta palavra é dividida em duas partições off, o ar e do Espaço Espaço Lado terra. Ao Lado terra Região, existem muitas lojas vendendo moda desgaste, artigos esportivos e várias lembranças. No Espaço ar, facilidades relativas à partida estão localizados. Isso inclui check points de segurança, passaporte inspecção contadores, e os portões de entrada e áreas de espera. Há também Duty Free Shops, lojas convenientes, e um centro de câmbio.
- Quarta chão: Alta qualidade restaurantes, lojas souvenir, aeroporto imagem galeria, o evento está localizado na zona este piso. Existem também várias salas partida deste andar, incluindo uma zona VIP. O CIP e Trânsito de passageiros Lounge localizado no Espaço ar está localizado especialmente para oferecer uma visão especial do aeroporto e estão equipados com chuveiros, sala oração, e vários outros serviços.

### Uma multidão de passageiros
O passageiro Uma multidão foi concluída no final de maio de 2008 e todas as companhias estrangeiras estão utilizando este terminal (Gate 101-132) desde 10 de junho de 2008. Korean Air e Asiana Airlines estão utilizando o terminal principal (Gate 1-50).

### Bagagem sistema de movimentação
O sistema de assistência a bagagens no Aeroporto Internacional de Incheon foi inicialmente concebido para processar 31.000 peças de bagagem por hora, aumentando conforme o aeroporto mais amadurecida e expansões foram realizadas. Ele utiliza um computador central controlado automática inclinar-bandeja sistema que classifica automaticamente bagagem e vias-los a corrigir os seus destinos através da leitura do código de barras rótulos como bagagem viaja através do sistema. Por design, design de transformação vezes a média são 5 minutos para chegar, 15 minutos de partida, e 10 minutos para bagagem transferência entre aviões. O sistema é totalmente automático a menos que um dos códigos de barra não pode ser lido pelo código de barras leitor. Nesse caso, a bagagem com a etiqueta do código de barras ilegível é automaticamente encaminhada para uma instalação em que os trabalhadores dos aeroportos ler código de barras manualmente e ter a sua bagagem encaminhado para corrigir destino manualmente. Após a abertura do aeroporto, o sistema foi condenada por ter falhas com o seu automatismo e à instalação teve que ser operado em uma base semi-automática. As falhas foram corrigidos desde então e removido. O sistema é composto por uma correia transportadora 20 km de comprimento. Eles estão separados em processamento de carga normal, e de grande carga de transformação. De carga normal é definida como tendo uma altura, largura, comprimento e peso inferior a 700 milímetros, 450 milímetros, 900 milímetros, e 50 kg, respectivamente, e grande carga é definida como tendo uma altura, largura, comprimento e peso inferior a 700 milímetros, 600 milímetros, 1.500 milímetros, e de 70 kg, respectivamente. Grande carga são tratadas separadamente e são enviados para diferentes bagagens alegação contadores. Por isso, é exigido o check-in em uma entrada separada. Atualmente, a grande movimentação de carga é o sistema em que apenas uma frágil itens podem ser carregados em segurança para além de um avião transportando-o em funcionamento.

## Companhias aéreas e destinos
| Companhia                  | Destinos | Terminal             |
| -------------------------- | --- | -------------------- |
| Aeroflot                   | Moscou-Sheremetyevo | 2 (de 28 de outubro) |
| Air Astana                 | Almaty, Astana | 1 - Principal        |
| Air Canada                 | Toronto-Pearson, Vancouver | 1 - Principal        |
| Air China                  | Pequim-Capital, Chengdu, He-fei, Hangzhou, Qingdao, Tianjin, Yanji | 1 - Principal        |
| Air France                 | Paris-Charles de Gaulle | 2                    |
| Air Macau                  | Macau | 1 - Principal        |
| Asiana Airlines            | Almaty, Asahikawa, Bangcoc-Suvarnabhumi, Barcelona, Busan, Cebu, Changchun, Changsha, Chengdu, Chicago-O'Hare, Clark, Dalian, Délhi, Frankfurt, Fukuoka, Fukushima, Guangzhou, Guilin, Hangzhou, Hanói, Harbin, Hiroshima, Ho Chi Minh City, Hong Kong, Ibaraki, Jeju, Khabarovsk, Koror, Kota Kinabalu, Kumamoto, Londres-Heathrow, Los Angeles, Manila, Matsuyama, Miyazaki, Nagoya-Centrair, Nanchang, Nanjing, Nova York-JFK, Okinawa/Naha, Osaka-Kansai, Paris-Charles de Gaulle, Pequim-Capital, Phnom Penh, Phuket, Qingdao, Roma, Saipan, San Francisco, Seattle/Tacoma, Sendai, Shenzhen, Shizuoka, Siem Reap, Singapura, Sydney, Taipé-Taoyuan, Takamatsu, Tashkent, Tianjin, Tóquio-Haneda [sazonal], Tóquio-Narita, Toyama, Venez, Weihai, Xangai-Pudong, Xi'an, Yanji, Yantai, Yonago, Yuzhno-Sakhalinsk | 1 - Principal        |
| Aurora Airlines            | Khabarovsk, Vladivostok, Yuzhno-Sakhalinsk | 1 - A                |
| Business Air               | Bangcoc-Suvarnabhumi, Phuket | 1 - A                |
| Cathay Pacific             | Hong Kong, Taipé-Taoyuan | 1 - Principal        |
| Cebu Pacific               | Cebu, Manila | 1 - A                |
| China Airlines             | Taipé-Taoyuan | 2 (de 28 de outubro) |
| China Eastern Airlines     | Kunming, Nanjing, Pequim-Capital, Qingdao, Sanya, Xangai-Pudong, Yancheng, Yantai | 1 - A                |
| China Southern Airlines    | Changchun, Changsha, Dalian, Guangzhou, Harbin, Mudanjiang, Pequim-Capital, Shenyang, Xangai-Pudong, Yanji | 1 - A                |
| Delta Air Lines            | Detroit [até 2 de junho], Tóquio-Narita | A                    |
| Eastar Jet                 | Kuching, Sapporo-Chitose | 1 - A                |
| Emirates                   | Dubai | 1 - Principal        |
| EVA Air                    | Taipé-Taoyuan | 1 - Principal        |
| Finnair                    | Helsinque | 1 - Principal        |
| Garuda Indonesia           | Denpasar/Bali, Jacarta | 2                    |
| Jeju Air                   | Bangcoc-Suvarnabhumi, Kitakyushu, Osaka-Kansai, Phuket [sazonal] | 1 - Principal        |
| Jin Air                    | Bangcoc-Suvarnabhumi, Guam | 1 - A                |
| KLM                        | Amsterdã | 2                    |
| Korean Air                 | Akita, Amsterdã, Aomori, Atlanta, Auckland, Bangcoc-Suvarnabhumi, Brisbane, Busan, Cairo, Cebu, Changsha, Chiang Mai, Chicago-O'Hare, Daegu, Dalian, Dallas/Fort Worth, Denpasar/Bali, Dubai, Frankfurt, Fukuoka, Guam, Guangzhou, Hakodate, Hanói, Ho Chi Minh City, Hong Kong, Honolulu, Istambul-Atatürk, Jacarta-Soekarno-Hatta, Jinan, Kagoshima, Katmandu, Komatsu, Kota Kinabalu, Kuala Lumpur, Kunming, Las Vegas, Londres-Heathrow, Los Angeles, Madrid, Manila, Melbourne, Milão-Malpensa, Moscou-Sheremetyevo, Mumbai, Nadi, Nagasaki, Nagoya-Centrair, Nova York-JFK, Niigata, Oita, Okayama, Osaka-Kansai, Paris-Charles de Gaulle, Pequim-Capital, Phnom Penh, Phuket, Praga, Qingdao, Roma-Fiumicino, São Petersburgo [sazonal], San Francisco, Sapporo-Chitose, Seattle/Tacoma, Shenyang, Shenzhen, Shizuoka, Siem Reap, Singapura, Sydney, Taipé-Taoyuan, Tashkent, Tel Aviv, Tianjin, Tóquio-Haneda [sazonal], Tóquio-Narita, Toronto-Pearson, Ulan Bator, Ürümqi [sazonal], Vancouver, Viena, Vladivostok, Washington-Dulles, Weihai, Wuhan, Xangai-Pudong, Xi'an, Xiamen, Yanji, Yantai, Zhengzhou, Zurique | 2                    |
| Lufthansa                  | Frankfurt, Munique | 1 - Principal        |
| Malaysia Airlines          | Kota Kinabalu, Kuala Lumpur | 1 - Principal        |
| Mandarin Airlines          | Kaohsiung | 2                    |
| MIAT Mongolian Airlines    | Tóquio-Narita, Ulan Bator | 1 - Principal        |
| Philippine Airlines        | Cebu, Manila | 1 - Principal        |
| Qatar Airways              | Doha | 1 - Principal        |
| Shandong Airlines          | Jinan, Qingdao, Yantai | 1 - Principal        |
| Shanghai Airlines          | Shanghai-Pudong | 1 - A                |
| Shenzhen Airlines          | Shenzhen | 1 - Principal        |
| Singapore Airlines         | Los Ángeles, Singapura | 1 - Principal        |
| S7 Airlines                | Novosibirsk, Vladivostok | 1 - Principal        |
| Thai Airways International | Bangcoc-Suvarnabhumi, Hong Kong, Taipé-Taoyuan | 1 - Principal        |
| Turkish Airlines           | Istambul-Atatürk | 1 - Principal        |
| United Airlines            | San Francisco | 1 - Principal        |
| Uzbekistan Airways         | Tashkent | 1 - Principal        |
| Vietnam Airlines           | Hanói, Ho Chi Minh City | 1 - A                |
| Xiamen Airlines            | Xiamen | 2                    |
| Zest Airways               | Kalibo | 1 - A                |

## Complexo de Carga

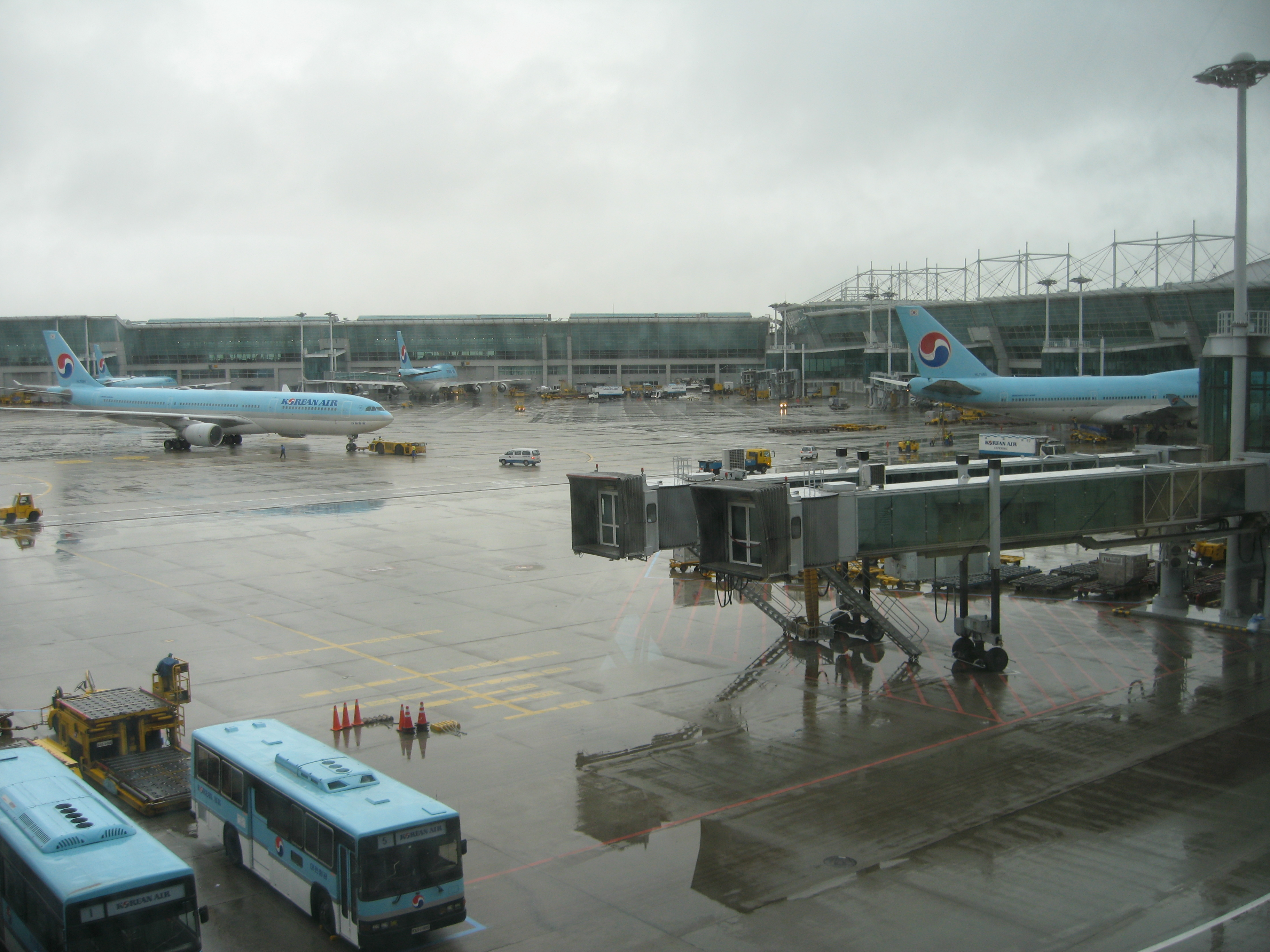
Korean Air aeronave taxiando no Aeroporto Incheon.

O Complexo de Carga compreende três terminais, cinco armazéns distintos, 24 estandes de estacionamento e escritórios administrativos. Cada terminal de carga é projetado para proporcionar serviços exclusivos a cada operadora, além de um armazém de carga (aproximadamente 3500 metros quadrados). Cada terminal é dividido em três áreas: importação, exportação e passagem. A maneira lógica pela qual foram projetados permite uma operação altamente eficiente. O sistema computacional avançado incluído nos terminais possibilita o acompanhamento do trajeto da carga em tempo real. Utilizando estes sistemas, os gerentes podem visualizar as informações individuais, de deslocamento e de armazenagem de cada pacote em tempo real.
O Complexo de Carga foi planejado para movimentar 1,7 milhões de toneladas de carga por ano. No entanto, dada a crescente demanda, os operadores dos Terminais de Carga A e B optaram por expandir suas instalações sobre o terreno que estava disponível nas imediações. Como consequência, a capacidade total de processamento do complexo passou para 2,7 milhões de tonelada por ano. O Terminal C, porém, não pode seguir o mesmo caminho devido à falta de acesso direto às pistas. Quando a expansão da Fase 2 estiver completa, o aeroporto possuirá uma capacidade de movimentação de carga de aproximadamente 4,9 milhões de toneladas por ano.
O Complexo de Carga é operado 24 horas por dia, sete dias por semana, ininterruptamente. Além disso, os sistemas de automação foram atualizados. Como resultado, é comum para o aeroporto movimentar 2 milhões de toneladas a mais por ano do que a capacidade original prevista no projeto.

### Terminal A
Este terminal de carga é operado pela Korean Air Cargo. É o maior terminal de carga tanto em tamanho como em capacidade e possui uma capacidade especial de processar tipos específicos de cargas, tais como aquelas que exigem refrigeração ou aquela constituídas de animais vivos. Foi expandido uma vez em 2 de março de 2005 para permitir uma capacidade total de 1,35 milhões de toneladas por ano. O terminal possui uma área de 60 000 metros quadrados.

### Terminal B
Operado pela Asiana Cargo. Embora sua capacidade devesse ser expandida para 800 000 toneladas por ano, a diminuição da demanda ocasionada por uma greve de pilotos em 2005 levou à mudança nos plano. Atualmente, os terminais podem processar até 750 000 toneladas por ano. O terminal possui uma área de 40 000 metros quadrados.

### Terminal C
Este terminal de carga é operado pela Companhia do Terminal de Carga para Operadores Estrangeiros do Aeroporto Internacional de Incheon. Seus usuários incluem FedEx, UPS, DHL Express, dentre outras companhias aéreas. Devido à sua localização, não poderia expandir as suas instalações como com os outros terminais sem conflito com os planos existentes para a expansão aeroportuária. Como resultado, o IIAC está actualmente a construir um novo terminal que seria operado pela Companhia do Terminal de Carga para Operadores Estrangeiros do IIAC. Uma vez que este novo terminal seja construído, espera-se que a UPS e a FedEx se mudem para o novo terminal de carga, enquanto outros operadores permaneçam uilizando o atual.
O terminal C tem 420 metros de comprimento, 120 metros de largura e 19,65 metros de altura. O seu primeiro andar (armazém) tem uma área total de 54 203,32 metros quadrados, e outros pisos ocupam 12 708,88 metros quadrados. A sua atual capacidade de processamento total é 600 000 toneladas métricas por ano. 51 diferentes empresas que usam esse complexo de carga. Este terminal de carga tem também um edifício administrativo vizinho que alberga um lanche loja, três restaurantes, instalações de lazer, serviços administrativos, lojas e estacionamento, assim como diversas outras facilidades. O prédio tem 63m X 36m X 21,55 m em dimensões e tem um total de 6 andares, uma cave, regular quatro andares, e um telhado piso superior. Sua área total é 8619,23 metros quadrados e abriga 120 diferentes empresas e organismos governamentais.

## Instalações operacionais e de infra-estrutura

### Torre de controle
Situada no centro do sítio aeroportuário, a torre de controle de 22 pavimentos possui 100,4 metros de altura e é iluminada 24 horas por dia. Em seu piso mais elevado está localizada uma antena parabólica utilizada pelo Airport Surface Detection Equipment (ASDE) para detectar todos os aviões e os obstáculos em um raio de 5 km da torre. Os andares superiores são utilizadas pelos controladores de terra e da torre ao passo pisos inferiores são na sua maioria de apoio às operações. A torre de controle tem uma área total de 179 metros quadrados tornando-se a 3ª maior do mundo a partir de 2001 [carece de fontes?].

### Pistas
O aeroporto é dotado de três pistas de pouso e decolagem paralelas, todas em funcionamento, 15R/33L, 15L/33R e 16/34. As duas primeiras possuem cada 3 750 metros de extensão, 60 metros de largura e 1,05 metros de espessura, já a terceira tem 4 000 metros. A pista 15R/33L é usada majoritariamente para decolagens, ao passo que a pista 15L/33R é mais utilizada para pousos. Isto fica evidente quando se verifica a quantidade de borracha presente em cada uma; a pista 15L/33R apresenta mais borracha devido ao grande número de pousos. A terceira pista, 16/34, começou a operar em junho de 2008. Os pousos e as decolagens da maioria dos voos de passageiros são realizados na pista nova e na 15R/33L, enquanto a pista 15L/33R é mais utilizada para voos cargueiros dada a sua proximidade com os terminais de carga. Embora as pistas sejam classificadas como 33 e 34, todas as três apresentam o mesmo heading. Quando a Fase 4 estiver concluída, o aeroporto terá quatro pistas paralelas, duas com 3 750 metros e duas com 4 000 metros. Todas as pistas são equipadas com ILS CAT IIIB em ambos os lados, o que permite operações em condições de visibilidade de no mínimo 50 metros. À época de sua instalação, o Aeroporto Internacional de Incheon era o único da Ásia a possuir uma capacidade total de ILS CAT IIIB. As luzes das pistas de pouso e decolagem, assim como das áreas de taxiamento, são controladas por computador a partir da torre de controle. Os controladores de tráfego aéreo podem orientar o taxiamento de uma aeronave configurando o computador para manipular as luzes de taxiamento de modo a guiá-la ao seu determinado portão ou lugar de estacionamento.

### Navegação e meios de comunicação
- Instrument Landing System: O aeroporto foi originalmente certificado para operações com ILS CAT IIIA, mas foi atualizado para o CAT IIIB em dezembro de 2003 na sequência da recomendação da ICAO a fim de reduzir desvios e cancelamentos durante voos com baixas condições de visibilidade. Como resultado, Incheon é atualmente o único aeroporto da Ásia a ter ILS CAT IIIB, permitindo a operação em condições visibilidade tão baixa quanto 50 metros. Ao contrário de alguns aeroportos onde diferentes pistas podem ter diferentes categorias de Instrument Landing Systems, todas as pistas no Aeroporto Internacional de Incheon são equipados com o ILS CAT IIIB.
- Airport Surveillance Radar (ASR / MSSR): Os radares estão localizados em três diferentes locais e são utilizados para detectar aviões perto de Incheon International Airport. Eles estão localizados em Wangsan, Shinbuldo e no Aeroporto Internacional de Gimpo. Cada estabelecimento tem tanto ASR (Airport Surveillance Radar) como SSR (Secondary Serveillance Radar). Informações de todos os três radares multi-sites são monitorados (MRT), utilizando o ARTS e exibidas para os controladores.
- Aeroporto Surface Detection Equipment (ASDE): Também conhecida como Ground Radar, ela varre o chão a 5 km da torre de controle. A antena está localizada 100,4 metros acima do nível do solo no último andar da torre de controle. É uma facilidade que é exigido para CAT III-operação do aeroporto, e usa algoritmos sofisticados para atribuir automaticamente números de voo e outras informações a aeronave dentro da área. Ele também detecta manutenção veículos, bem como vários obstáculos que o meu interferir com o funcionamento das aeronaves. Durante a fase II da construção do aeroporto, que opera a ASDE sobre a banda Ku serão substituídas com a ASDE-X para garantir um perfeito sistema de terreno para CAT-IIIb operação.
- Advanced Surface Movement Guidance and Control System (A-SMGCS): Este sistema é amarrado na ALS (Aeroporto Lighting System), e foi projetado para trabalhar em conjunto. Proporciona superfície movimento de vigilância de superfície movimento orientação, planejamento e rota. Sua característica mais importante é a sua capacidade de relé taxiar as instruções para o piloto. Ao alterar a seqüência piscando ou a intensidade das luzes táxi, ela pode guiar com segurança as suas portas para pilotos ou a pista. Porque se trata de computador controlado, que reduz significativamente o volume de trabalho dos controladores de tráfego terreno, bem como proporcionar um fluxo tráfego seguro e eficiente.
- PDC / D-ATIS: Incheon International Airport está equipado com um PDC (Pré Partida Apuramento) e um sistema ATIS-D (Digital Airport Terminal Information System). O sistema permite PDC especialmente equipado para receber aviões IFR folgas, sem a necessidade de contactar os Controladores de Tráfego Aéreo. É simplesmente armazenada em um sistema que pode ser acessado pelos pilotos usando dispositivos especializados. o D-ATIS gera automaticamente ATIS informação e também proporciona a habilidade de enviar a mesma informação para os pilotos utilizam textos digitais. Estes dois dispositivos foram instalados para reduzir a carga de trabalho sobre os controladores de tráfego aéreo, bem como reduzir as chances de mal-entendidos.
- Navegação Comunicações Vigilância (CNS / ATM): Uma alta tecnologia via satélite é usada para fornecer comunicação digital, navegação, vigilância e informação. A comunicação eo sistema de navegação está disponível para uso em aeronaves para pilotos que têm especialmente preparado equipamentos. Este satélite também é utilizada pela Controladores de Tráfego Aéreo de Gestão do Tráfego Aéreo (ATM) propósitos.

### Meteorológica instalações
O Sistema de Meteorologia no Aeroporto Internacional de Incheon consiste de um sistema de observação meteorológica automática (AWOS), baixo nível de cisalhamento do vento Alert System (LWAS), Terminal Doppler Radar meteorológico (TDWR), Long Range Doppler Radar, da Sede da Estação meteorológica, e um balão Lançamento Weather facilidade.
Automated Weather Observation System (AWOS): O sistema básico observa as condições meteorológicas e tenha instrumentos para detectar a direcção do vento, velocidade do vento, e da visibilidade, bem como outros instrumentos, como o ceilometers. As informações obtidas através deste sistema é usado diretamente pelo controlador de tráfego aéreo.
Baixo nível de cisalhamento do vento Alert System (LWAS): Este sistema é capaz de detectar e / ou predizer vento ocorridos guilhotina em baixas altitudes. Ela também pode prever as condições do vento e tempestade desenvolvimentos em baixas altitudes na área imediata.
Terminal Doppler Radar meteorológico (TDWR): O radar meteorológico Doppler é utilizado para fornecer informações visuais diretamente para a controladores de tráfego aéreo na torre de controle. Foi concebido para senso força do vento, velocidade do vento, precipitação taxa de precipitação tipo, a ocorrência trovoadas, relâmpagos freqüência, rajadas do vento, e vento forte rajada de 90 km do aeroporto.
Estação meteorológica Sede: Esta é parte da Administração Meteorológica da Coreia e é utilizado para observar as condições meteorológicas na área e prever as futuras condições. As informações recolhidas a partir desta facilidade é compartilhado em todo o mundo e é usado para aide aviação. Weather peritos trabalham 24 horas por dia neste edifício.
Balão meteorológico Facilidade de Lançamento: Esta facilidade lança remoto controlado onda sonora balões meteorológicos para observar continuamente as condições meteorológicas ao redor do aeroporto e transmite as informações diretamente para navegação pessoal eo controlador de tráfego aéreo.
Long Range Radar meteorológico Doppler: Localizada na Estação meteorológica da Sede, que funciona 24 horas por dia para observar as condições meteorológicas no interior 480 km do aeroporto e fornecê-la ao tempo os especialistas da Estação meteorológica da HQ, onde as informações são analisadas e registradas para utilização pelo pessoal de navegação aérea. A informação também é usada pela Coreia metrológica Administração previsão meteorológica para fornecer às populações civis.

## Resposta de emergência

### Aeroporto Security Task Force
O Aeroporto de Segurança Task Force está a cargo da patrulha perímetro do aeroporto, terminal de passageiros, transporte centro, instalações auxiliares e livre das zonas económicas. Eles são treinados para lidar com uma grande variedade de condições e situações. Em resposta a ameaças terroristas em curso e várias epidemias na região, eles são equipados com as últimas artes e especialmente treinados para lidar com situações que envolvam terroristas ou controle epidemiológico. A segurança task force constituída por polícias e agentes da SWAT Incheon Departamento de Polícia. Apenas os funcionários especialmente treinados são permitidos para a força tarefa e eles estão de plantão 24 horas por dia, durante três diferentes turnos. As instalações relacionadas com a segurança do Aeroporto Task Force está a Força de Segurança do Aeroporto Sede (guarda), Força de Segurança do Aeroporto Branch Office, a Armas e armas.
Forças de Segurança do Aeroporto Sede (guarda): A Força de Segurança do Aeroporto Sede prevê o Aeroporto de Segurança Task Force com a formação, descansando, e várias actividades recreativas. Ele também é usado para a administração. O edifício tem uma grande variedade de opções de formação, e ainda inclui uma piscina.
Forças de Segurança do Aeroporto Branch Office: A função deste edifício é muito semelhante à Força de Segurança do Aeroporto Sede. Uma das maiores diferenças é que ele está localizado muito perto da torre de controle, permitindo a projecção de forças em qualquer lugar no campo de pouso dentro de 1 a 2 minutos, sob condições ideais. Esta instalação foi construída para reforçar a segurança e eficiência.
Armory: Localizado em uma localização reservadas confidencial, esta fortemente custodiada instalação automática contém armas de fogo e munições, bem como diversas outras artes tático para situações de emergência.

### Corpo de Bombeiros
Este mecanismo é responsável por todas as situações de emergência relacionadas com a incêndio, busca e salvamento, missões. Os bombeiros estão especialmente treinados para lidar com jato incêndios, bem como realizar missões de busca e salvamento em aviões queimam. Eles também são treinados para ser capaz de responder aos desastres naturais. Existem dois departamentos a incêndio Incheon International Airport. Um está localizado próximo ao norte da pista 15L/33R eo outro é localizado no lado sul da pista 15R/33L perto do terminal de passageiros. Juntos, eles são capazes de responder a incidentes na pista geralmente dentro de 2 minutos, 3 minutos no máximo em condições ideais.
Sede Estação incêndio: O fogo está localizado perto da Estação HQ pista 15L/33R na parte ocidental do oriental área administrativa. Eles são responsáveis por incêndios e extintores realizar missões de busca e salvamento e as pistas de instalações aeroportuárias perto do leste da área administrativa. A Sede Estação Fogo é composto de veículo, equipamento de manutenção / armazenagem com instalações, edifícios de escritórios, instalações comodidade e bem-estar facilidades.
Fire Station Branch Office: Situado a cerca de 500 metros de sul a leste de terminal de passageiros 1 e 650 metros de pista sul 15R/33L, suas funções são semelhantes às de um incêndio Estação Sede. As únicas diferenças são que esta possibilidade é o encarregado de levar a cabo a extinção de incêndio, busca, salvamento e missões que ocorrem dentro do terminal de passageiros e instalações ao redor dela. Também é capaz de responder a incidentes na pista.

## Prêmios, certificações e classificações
Em 1998, Incheon Aeroporto Internacional recebeu certificações ISO aeroporto em construção e os serviços aeroportuários.
A partir de 2002, Incheon Aeroporto Internacional venceu por três anos consecutivos, a Awards Melhor Aeroporto de acordo com a IATA e ACI.
Em 2002, foi classificada Incheon Aeroporto Internacional de segundo na categoria Melhor Aeroporto Worldwide acordo com a IATA e ACI.
Incheon International Airport Corporation se tornou o primeiro no mundo a receber certificação ISO em serviços aeroportuários.
Em 2005, Incheon Aeroporto Internacional venceu o prêmio Melhor Aeroporto de 2005 Worldwide AETRA Serviço de Acompanhamento que foi conduzida conjuntamente pela IATA e ACI.
Em 2006, recebeu o Aeroporto Internacional de Incheon ATRS 'Topo da Ásia-Pacífico Prêmio Eficiência residual após a realização de um fator variável produtividade eficiência valor que era 57% superior à média desses na região.
Em 2006, foi premiado Aeroporto Internacional de Incheon como o melhor aeroporto do mundo baseada em um estudo conduzido por passageiros da IATA.
O Aeroporto Internacional de Incheon foi nomeado Melhor Aeroporto Worldwide na primeira Airport Service Quality Awards [7]
Incheon Aeroporto Internacional recebeu uma certificação ISO na categoria ambiental.
O Aeroporto Internacional de Incheon foi premiado com o "Best in Class Service Award em" na 1 ª Conferência Internacional sobre o Aeroporto de qualidade de serviço e pela IATA e da ACI.
Incheon Aeroporto Internacional classificado em segundo lugar em "Melhor Aeroporto Worldwide", atrás do Aeroporto Internacional de Hong Kong, Cingapura e empatado com o Aeroporto de Changi.
Incheon Aeroporto Internacional GT Tested venceu o Prêmio de Melhor Aeroporto no Mundo em janeiro de 2007. [8]
Incheon International Airport nomeado pela Global Traveler (GT) como o melhor aeroporto do mundo para o segundo ano na recta janeiro 2008 [6].

## Aeroporto de circulação
Terminal de carga: serviço de autocarro gratuito entre o terminal de passageiros e de carga do terminal. Opera a cada 8 minutos durante picos de tempo, a cada 20 minutos durante largo tempo pico.
Long Term Estacionamento: serviço de autocarro gratuito entre o terminal de passageiros e a longo prazo estacionamento. Opera normalmente a cada 30 minutos, excepto para o horário de pico, quando opera a cada 15 minutos.

### Ferroviário
O Incheon Aeroporto Internacional de Ferro (A'REX), foi posto em serviço em 23 de março de 2007. A estação está localizada na Central de Transporte adjacente ao edifício do terminal principal. Os trens da A'REX pode acelerar a 120 km / h, quase duas vezes mais rápido do que o normal de um metro e cortando o tempo de viagem a partir do Aeroporto Gimpo para cerca de 30 minutos. A partir de 2007, apenas a primeira fase da construção foi aberto ao público (Aeroporto Internacional de Incheon - Gimpo Aeroporto). O restante da fase de construção está prevista para ser concluída até 2010 (Gimpo Aeroporto - Estação Seul).

### Comuter estações ferroviárias
Incheon International Airport
Incheon International Airport Cargo Terminal (3min)
Unseo (7min)
Geomam (21min)
Gyeyang (26.5min, transferência de Incheon Metro Linha 1)
Gimpo Airport (33min, a transferência para Seul Metro Linha 5)
[editar] Expresso estações ferroviárias
Incheon International Airport
Gimpo Airport (28min, a transferência para Seul Metro Linha 5)

### Carro
O aeroporto dispõe de um curto prazo área de estacionamento para 4.000 viaturas e uma longa área de estacionamento para 6.000 viaturas. Quando se utiliza a longo prazo, estacionamento, serviço de shuttle para o terminal de passageiros e de carga do terminal está disponível. Quando se utiliza do curto prazo estacionamento, tapetes rolantes estão disponíveis para o terminal de passageiros. Aluguel de carro está situado perto do parque a longo prazo. Link para os principais terra é fornecida pelo Yeongjong a ponte e uma via expressa. As portagens são cobradas na ponte. No momento, existem planos para construir uma segunda via expressa para a ilha central de Incheon.

### Táxi
Táxis vão ocupar a área normalmente designada como táxis fora da chegada chão. Os táxis terão duas cores distintas; branco (prata) e preto. Os táxis são brancos "táxis normais" (일반 택시), que são coloridos em branco, quer com um boné verde ou azul no topo do carro. Os táxis normais têm uma taxa de base de 1900 won (em Novembro de 2007) e encargos adicionais são baseados em quanto tempo você gasta seu tempo em seu táxi. A taxa aumenta em 100 won em cada tempo, a máquina conta que pode descer até zero a partir de 200 (1 sobre a contagem para baixo, será muito menos de um segundo inteiro).
Táxis especiais, também conhecidos como os "deluxe táxis" (모범 택시), estão na cor preta e são mais caros do que o normal táxis. Estes táxis cobrar vitórias em 4500 (em Novembro de 2007) para 1 km e 1500 ganhou um adicional para cada 3 km do táxi é executado. As diferenças entre os táxis normais é habitualmente limitado a melhor automóveis, bancos, equipamentos e dispositivos como o posicionamento GPS situação do tráfego e indicadores (embora atualmente mais de metade das cabinas estão decorados com essas máquinas). Estas cabinas de luxo, ao contrário do normal táxis, que só tomam dinheiro, têm, normalmente, terminais móveis de cartão de crédito que permite que os clientes utilizam-mundialmente aceitos cartões de crédito, como Visa, Mastercard ou American Express.
A maioria dos taxistas que operam no aeroporto pode falar Inglês, mas na maioria dos casos, não fluentemente e será difícil de entender. Como resultado, algumas empresas oferecem tradução livre táxi via celular (fornecidas pelo taxista, que será devolvido após a chamada ser concluída), mas na maioria dos casos, os taxistas não irá permitir que este serviço como as empresas para forçar a taxistas remuneração para os minutos. Recomenda-se a ter o seu destino anotados em um pedaço de papel antes de entrar para um táxi. Ser avisados, na maioria dos casos, os passageiros serão esperados para pagar as portagens para além do preço do táxi. Dicas não são necessárias.

### Balsa
Um serviço de ferry-Yeongjong fazer com o continente está disponível. No entanto, o ferry está docas localizado considerável distância do aeroporto e um meio de transporte alternativo deve ser procurado após sua chegada à ilha para poder chegar ao aeroporto.